# Studenec (kulle)
Studenec är en kulle i Tjeckien.   Den ligger i regionen Ústí nad Labem, i den norra delen av landet, 80 km norr om huvudstaden Prag. Toppen på Studenec är 733 meter över havet, eller 249 meter över den omgivande terrängen. Bredden vid basen är 3,3 km.
Terrängen runt Studenec är kuperad åt sydost, men åt nordväst är den platt. Runt Studenec är det tätbefolkat, med 459 invånare per kvadratkilometer. Närmaste större samhälle är Děčín, 17,7 km väster om Studenec. I omgivningarna runt Studenec växer i huvudsak blandskog.